# Martinje
Martinje – wieś w Słowenii, w gminie Gornji Petrovci. W 2018 roku liczyła 114 mieszkańców.